# Gare Part-Dieu - Vivier Merle (metrostation)
Gare Part-Dieu - Vivier Merle is een metrostation aan lijn B van de metro van Lyon, in het 3e arrondissement van de Franse stad Lyon, in de moderne wijk La Part-Dieu. De naam Vivier Merle is deze van een bekende verzetsstrijder in Lyon tijdens de Tweede Wereldoorlog, Marius Vivier-Merle.

## Geschiedenis
Dit station is geopend op 2 mei 1978 als eindstation van een afsplitsing van lijn A, die de aansluiting van spoorwegstation Part-Dieu met de rest van de stad moest verzorgen. Pas op 14 september 1981 is de verlenging van lijn B tot Jean Macé geopend waardoor het een volwaardige metrolijn werd. Vandaag de dag loopt de lijn door tot station Stade de Gerland nabij het gelijknamige voetbalstadion.

## Ligging
Het metrostation Gare Part-Dieu - Vivier Merle ligt onder het winkelcentrum van La Part-Dieu, het grootste winkelcentrum in de stad, en het grootste van Frankrijk naar aantal winkels. Het spoorwegstation kan bereikt worden door middel van een tunnel en er kan hier ook over worden gestapt op lijn 1 van de tram van Lyon en een groot aantal (trolley)bussen. Door de aanwezigheid van het spoorwegstation, het belangrijkste van de stad, is dit een van de drukste metrostations. La Part-Dieu is verder een moderne zakenwijk met kantoren, hotels en hoogbouw.
Tramlijn 3 vertrekt vanaf de andere kant van het station en eind 2013 stopt ook tramlijn 4 daar ook station.